# Назмі Насаруддін
Мухаммад Назмі Бін Насаруддін (малай. Muhammad Nazmi Bin Nasaruddin, нар. 26 лютого 1990) — малайзійський футбольний арбітр. З 2016 року входить до списку арбітрів ФІФА.

## Кар'єра
З 2016 року став обслуговувати ігри в Суперлізі Малайзії. У лютому 2022 році судив матч на Суперкубок Малайзії між клубами «Джохор Дарул Тазім» та «Куала-Лумпур Сіті» (3:0), а пізніше у вересні був головним арбітром фінального матчу Кубка Малайзії. Він також судив фінал Кубка і наступрного року.
На міжнародному рівні вперше як головний арбітр відсудив на Кубку Солідарності АФК 2016 року, а з лютого 2017 року став судити ігри Кубка АФК. З лютого 2020 року також став залучатись до суддівства матчів в Лізі чемпіонів АФК.
Згодом він був одним із арбітрів на юнацькому (U-16) чемпіонаті Азії 2018 року. Того ж року він також відсудив гру на груповому етапі чемпіонату Південно-Східної Азії, повторивши це досягнення і на наступному турнірі 2021 року.
Згодом працював на Чемпіонаті Східної Азії в липні 2022 року, а також на Іграх Південно-Східної Азії 2023 року. а пізніше і на Азійських іграх 2023 року.
У березні 2023 року відсудив шість ігор на молодіжному (U-20) чемпіонаті Азії, включно з фіналом турніру.
На початку 2024 року потрапив до списку арбітрів на Кубок Азії, де відсудив матч групового етапу між Іраком і В'єтнамом (3:2), а також 1/8 фіналу між Узбекистаном і Таїландом (2:1).